# Série 1400 da CP
A Série 1400 (90 94 1 101401-4 a 90 94 1 101467-5), igualmente conhecidas como English Electric, é um tipo de locomotiva a tracção diesel-eléctrica, que entrou ao serviço da Companhia dos Caminhos de Ferro Portugueses entre 1967 e 1969, e que continua ao serviço da sua sucessora, a empresa Comboios de Portugal.

## História

### Antecedentes
Na década de 1960, a Companhia dos Caminhos de Ferro Portugueses empenhou-se num processo de modernização, principalmente através da aquisição de material circulante a gasóleo e eléctrico, de forma a expandir a frota e substituir o material circulante a vapor. Assim, inseriu uma cláusula relativa à aquisição de locomotivas a gasóleo de linha, no seu plano de investimentos para 1965 a 1967, no âmbito do Plano Intercalar de Fomento. No entanto, este ponto não foi incluído pelo governo quando enviou a proposta às Câmaras Parlamentares, mas concedeu que poderia ser futuramente discutido, caso se conseguissem encontrar fontes de financiamento adequadas, especialmente através de créditos no estrangeiro. O parecer da Câmara Corporativa considerou indispensável a compra das locomotivas, devido à necessidade de racionalizar as operações ferroviárias, e a importância que estas possuíam na indústria nacional. Pouco depois desta discussão se tornar pública, apareceram propostas de várias firmas internacionais, que defenderam este investimento, e garantiram que existiam boas fontes de financiamento disponíveis.

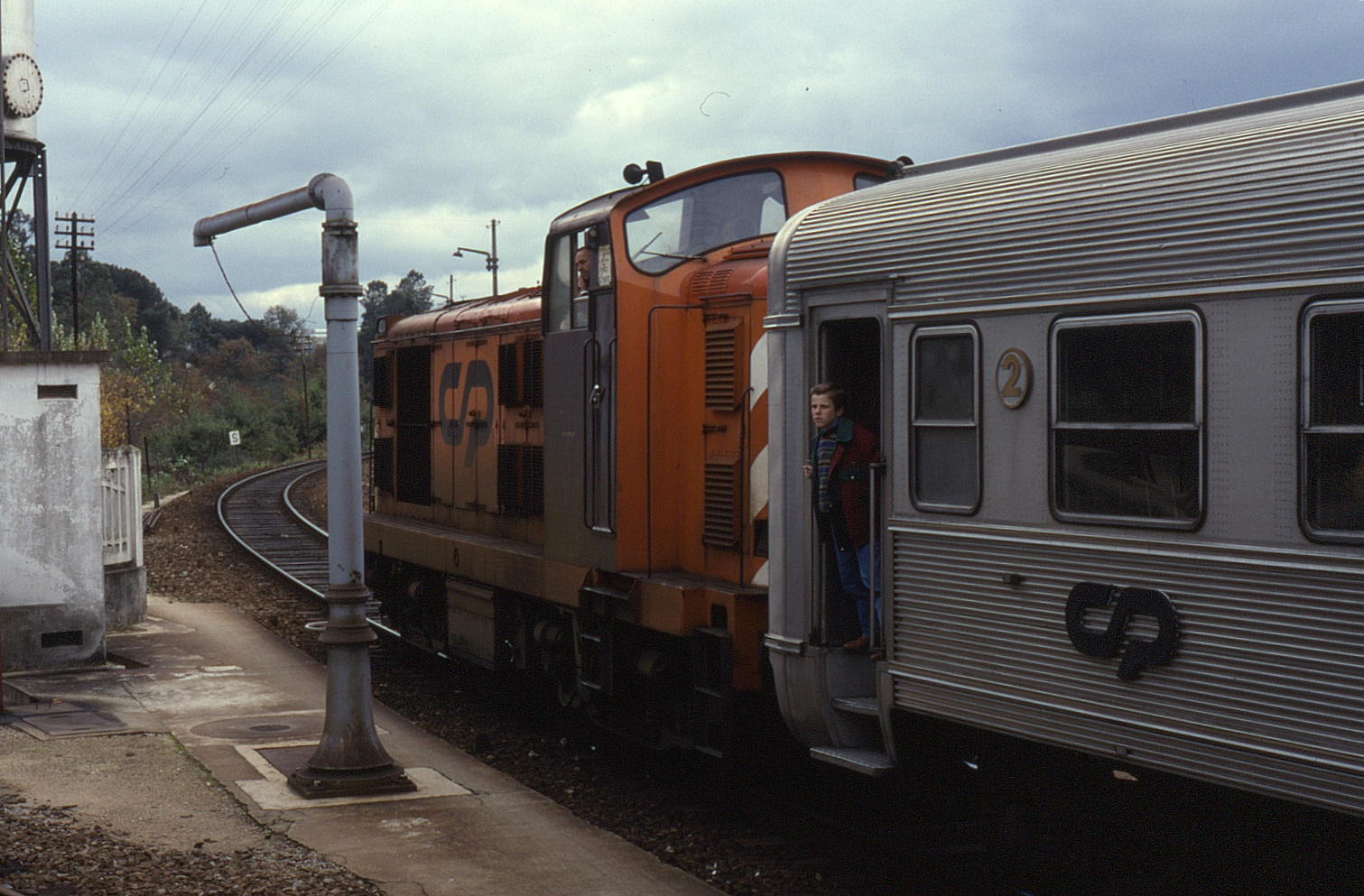
Locomotiva 1404 na Estação de Livração, em 1993.

### Encomenda e entrada ao serviço
A Companhia já tinha ponderado que deviam ser adquiridas cinquenta locomotivas, das quais quarenta deviam ser montadas em território nacional, de forma a defender a indústria portuguesa, devendo desta forma utilizar materiais que pudessem ser trabalhados por fábricas nacionais. Com base nestas condições, apareceram nove propostas, que foram estudadas pelo Conselho de Administração da CP, tendo sido escolhida a firma britânica English Electric, que apresentou a melhor oferta. Esta decisão baseou-se igualmente nas dimensões daquela empresa, e pelo seu prestígio no Reino Unido e no estrangeiro. Por outro lado, devido à sua nacionalidade britânica, esta encomenda foi considerada como parte da antiga aliança entre os dois países. Assim, foi encomendado à English Electric um conjunto de cinquenta locomotivas diesel-eléctricas, que seriam destinadas aos serviços de passageiros e mercadorias.
A cerimónia da assinatura do contrato teve lugar em 10 de Novembro de 1965, na sala de reuniões do Conselho de Administração da Companhia. O financiamento para esta operação foi assegurado por meio de créditos ao banco Lazard Brothers, de Londres, tendo as garantias bancárias sido prestadas pelo Banco de Fomento Nacional. O contrato previa a entrega de dez locomotivas até doze meses após a assinatura, devendo as restantes quarenta unidades ser construídas nas instalações das Sociedades Reunidas de Fabricações Metálicas, e entregues ao ritmo de cinco locomotivas por mês. O contrato teve um valor de 257.547.000 escudos, ou 3.187.463 libras. Para o fabrico em Portugal, a English Electric comprometeu-se a prestar apoio técnico à SOREFAME.

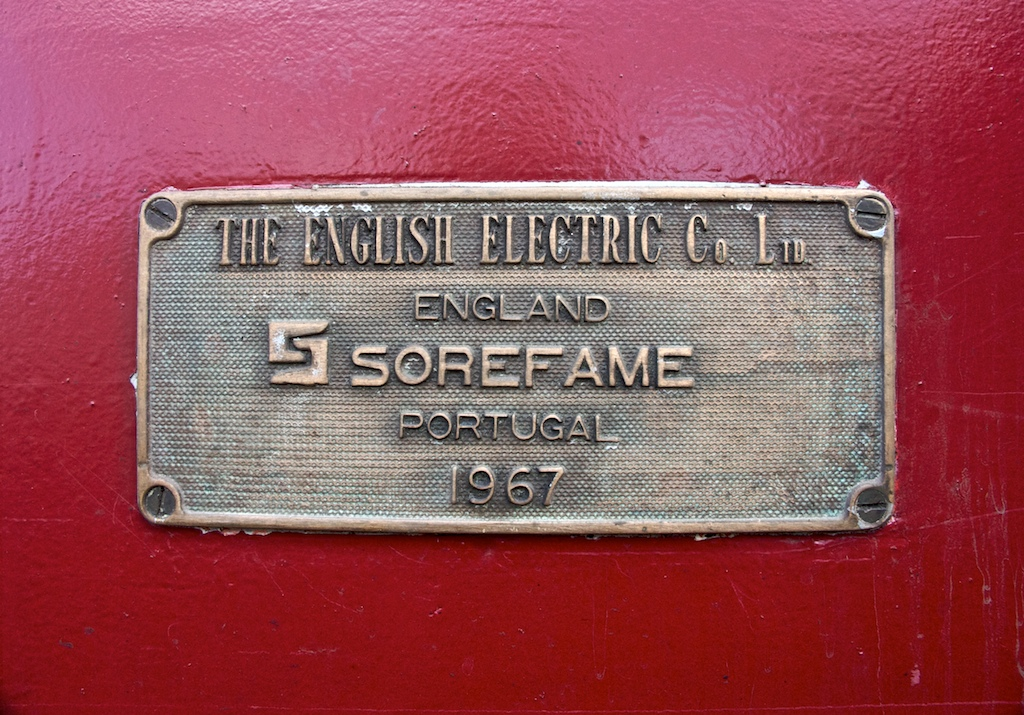
Pormenor da placa da locomotiva número 1449.

As primeiras dez locomotivas foram construídas pela English Electric, no Reino Unido, tendo a primeira sido transportada desde Liverpool até ao Entreposto de Alcântara, onde chegou nos primeiros dias de Janeiro de 1967. As restantes vieram ainda durante esse ano.

As unidades restantes foram montadas nas instalações da Amadora da SOREFAME, entre 1967 e 1969, com autorização da fabricante britânica. Foram afectas às oficinas de Contumil, junto à cidade do Porto. No entanto, a entrega do segundo lote de locomotivas sofreu vários atrasos, o que provocou uma escassez de material motor no Norte do país, forçando o deslocamento de várias locomotivas a vapor do Sul para aquela zona.

### Serviço
Em 1973, a CP assinou um contrato com a empresa Montreal Locomotive Works, para o fornecimento de vinte locomotivas diesel-eléctricas, de forma a substituir um número igual de locomotivas da Série 1400 nas linhas não electrificadas no centro de Portugal. Assim, estas unidades poderiam ser deslocadas para a região Norte, onde iriam revezar cerca de trinta locomotivas a vapor, que eram as últimas de via larga em território nacional.

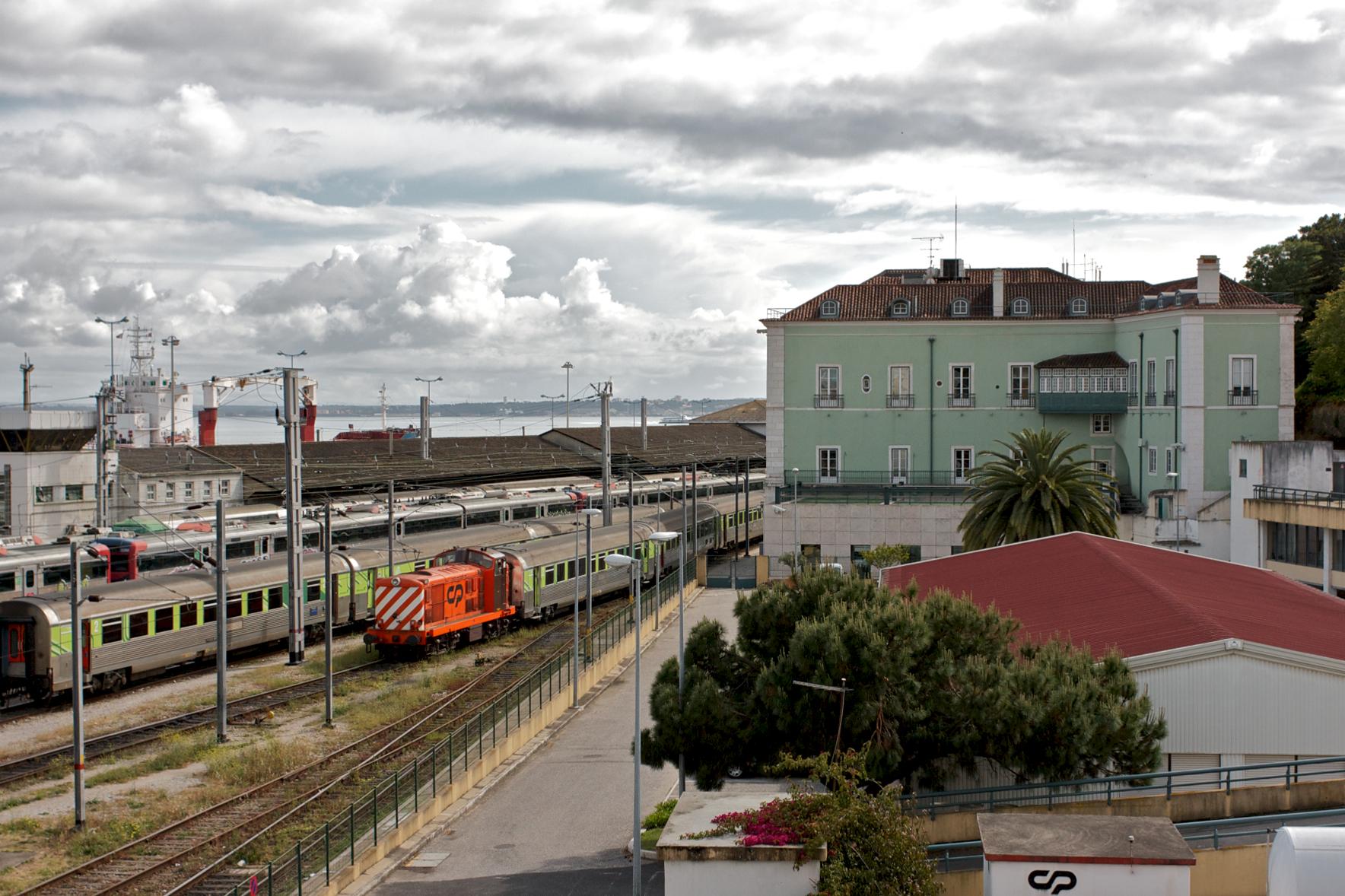
Rebocando composição de passageiros (longo curso) em Santa Apolónia, 2011.

A locomotiva 1439 esteve envolvida no desastre de Moimenta-Alcafache, na Linha da Beira Alta, em 19 de Setembro de 1985. Em 1989, encontravam-se a rebocar o serviço Expresso Estremadura, entre Lisboa e Badajoz.
Em 1991, uma locomotiva foi afecta ao depósito de Tunes-Faro para rebocar os comboios de ligação aos InterRegionais entre Lisboa e o Algarve. Em 1999, as locomotivas da Série 1200 acabaram os seus serviços no Algarve, sendo substituídas, no Ramal de Lagos, por comboios constituídos pelas English Electric e por carruagens Sorefame A9y no Ramal de Lagos. Já anteriormente, as English Electric tinham estado a substituir a Série 1200, nas linhas de relevo mais acidentado. Estas locomotivas também afastaram a Série 1500 para as regiões no Sul de Portugal.
Em Dezembro de 2000, a locomotiva 1407 sofreu um acidente junto a Ermida, na Linha do Douro. Em 2001, a continuidade desta série ao serviço estava assegurada, sendo apenas abatidas as unidades cujo custo de reparação de avarias ou acidentes fosse muito elevadas; previa-se que as locomotivas número 1424 e 1453 fossem integradas no espólio do Museu Nacional Ferroviário, tendo esta última sido decorada com o esquema de cores original, azul e branco. Neste ano, algumas das locomotivas encontravam-se a rebocar as composições dos serviços Regional, como o entre Portalegre e Entroncamento, e InterRegional.

### Declínio
Em 2003, duas das locomotivas foram abatidas pela operadora Caminhos de Ferro Portugueses, uma vez que foram consideradas desnecessárias para o serviço comercial.
Em 2004, existiam 24 locomotivas desta série ao serviço da divisão CP Carga da empresa Comboios de Portugal, número que já tinha sido reduzido a 23 em 2005. Nesta altura, outras quatro locomotivas encontravam-se afectas à divisão de longo curso daquela operadora. Em 2008, estavam a ser utilizadas nos comboios turísticos na Linha do Douro, traccionando carruagens históricas.
Devido ao seu elevado número e à diversidade de condições em que operam, foram as unidades que sofreram mais acidentes.

## Descrição
Esta série era originalmente composta por 67 locomotivas diesel-eléctricas, com a numeração 1401 a 1467. Podem atingir uma velocidade máxima de 105 km/h. Esta foi até então a mais série mais numerosa de locomotivas diesel-eléctricas da Companhia dos Caminhos de Ferro Portugueses. Foram baseadas no modelo LD 844 da firma britânica English Electric, sendo portanto correspondentes à Série 20 da operadora British Rail. Apresentam uma potência média e a sua condução é considerada fácil, sendo portanto aptas para todo o tipo de serviços, excepto os comboios rápidos; desta forma, circularam por toda a rede nacional de via larga. Os rodados apresentam uma configuração em Bo' Bo', e a transmissão é eléctrica. O motor de tracção tem uma potência de utilização de 1330 Cv.

### Ficha técnica
- Tipo de tracção: Diesel-eléctrica[20]
- Partes Mecânicas (fabricante): Sociedades Reunidas de Fabricações Metálicas[12]
- Ano de Entrada ao Serviço: 1967 / 1969[2]
- Tipo (fabricante): LD 844 C[5]
- Número de unidades construídas: 67 (1401-1467)[2][20]
- Velocidade máxima: 105 km/h[2][20][4]
- Motores de tracção (fabricante): English Electric[12]
- Disposição dos rodados: Bo' Bo'[15][4]
- Transmissão (fabricante): English Electric[8]
- Transmissão (tipo): Eléctrica[2]
- Motor diesel de tracção:
  - Potência de utilização: 1330 Cv[15]

### Lista de material
| :  | qt. | estado                   |
| -- | --- | ------------------------ |
| ✔︎  | 9   | ao serviço               |
| ♦︎  | 2   | cedidas                  |
| ⏩︎ | 17  | vendidas, em Portugal    |
| ⏭︎  | 11  | vendidas, no estrangeiro |
| ⛛︎  | 8   | abatidas                 |
| ⚒︎  | 1   | em reparação             |
| ✖︎  | 19  | demolidas                |
| 67 | 67  | (total)                  |

| №    | :  | a    | observações |
| ---- | -- | ---- | --- |
| 1401 | ✖︎  | 2004 | Demolida após acidente.[carece de fontes?]                                                                            |
| 1402 | ✖︎  | 2015 | Demolida[carece de fontes?]; estivera no Depósito do Barreiro desde pelo menos 2009, após acidente em 2004.           |
| 1403 | ✖︎  | 1979 | Demolida após colisão com a 1420 em Valongo.[carece de fontes?]                                                       |
| 1404 | ⏩︎ | 2020 | Vendida à Medway.[carece de fontes?]                                                                                  |
| 1405 | ⏭︎  | 2009 | Vendida à Ferrobaires (Argentina).                                                                                    |
| 1406 | ✖︎  | 2005 | Demolida após acidente na Ferradosa.[carece de fontes?]                                                               |
| 1407 | ✖︎  | 2000 | Demolida após o Desastre Ferroviário de Ermida.                                                                       |
| 1408 | ✔︎  | 2020 | Ao serviço da C.P., afeta ao Depósito de Santa Apolónia.[carece de fontes?]                                           |
| 1409 | ⏭︎  | 2001 | Vendida aos T.B.A. (Argentina).                                                                                       |
| 1410 | ⏭︎  | 2006 | Vendida para à F.C. (Argentina).                                                                                      |
| 1411 | ⛛︎  | 2020 | Abatida ao serviço: parqueada no Barreiro.[carece de fontes?]                                                         |
| 1412 | ⏩︎ | 2020 | Recuperada após acidente em Braga, a 29 de Dezembro de 1992. Vendida à Medway.[carece de fontes?]                     |
| 1413 | ✔︎  | 2020 | Ao serviço da C.P., afeta ao Depósito de Contumil; esquema de pintura original.[carece de fontes?]                    |
| 1414 | ✖︎  | 2020 | Demolida devido a incêndio;[carece de fontes?] estava abatida ao serviço no Depósito de Contumil, à venda desde 2018. |
| 1415 | ✔︎  | 2020 | Ao serviço da C.P., afeta ao Depósito de Contumil.[carece de fontes?]                                                 |
| 1416 | ✖︎  | 2020 | Demolida após acidente.[carece de fontes?]                                                                            |
| 1417 | ⏭︎  | 2006 | Vendida à L.S.M. (Argentina).                                                                                         |
| 1418 | ⏭︎  | 2006 | Vendida à L.S.M. (Argentina).                                                                                         |
| 1419 | ✖︎  | 2020 | Demolida;[carece de fontes?] estava abatida ao serviço no Depósito de Contumil, à venda desde 2018.                   |
| 1420 | ✖︎  | 1979 | Demolida após colisão com a 1403 em Valongo.                                                                          |
| 1421 | ⏭︎  | 2007 | Vendida à Ferrobaires (Argentina).[carece de fontes?]                                                                 |
| 1422 | ⏩︎ | 2020 | Vendida à Medway.[carece de fontes?]                                                                                  |
| 1423 | ⏭︎  | 2007 | Vendida à F.C. (Argentina).[carece de fontes?]                                                                        |
| 1424 | ✔︎  | 2020 | Ao serviço da C.P., afeta ao Depósito de Contumil; esquema de pintura original.                                       |
| 1425 | ⏭︎  | 2007 | Vendida à F.C. (Argentina).[carece de fontes?]                                                                        |
| 1426 | ✖︎  | 2015 | Demolida.[carece de fontes?]                                                                                          |
| 1427 | ⚒︎  | 2022 | Em reparação no Barreiro.                                                                                             |
| 1428 | ⏩︎ | 2020 | Vendida à Medway.[carece de fontes?]                                                                                  |
| 1429 | ✔︎  | 2020 | Ao serviço da C.P., afeta ao Depósito de Santa Apolónia.                                                              |
| 1430 | ✖︎  | 1989 | Demolida após queda ao Rio Tejo entre Barca da Amieira e Ródão.                                                       |
| 1431 | ⏩︎ | 2020 | Vendida à Medway.[carece de fontes?]                                                                                  |
| 1432 | ✔︎  | 2022 | Ao serviço da C.P., afeta ao Depósito de Contumil.                                                                    |
| 1433 | ✖︎  | 1973 | Demolida após colisão com a 1443 entre Casa Branca e Alcáçovas.                                                       |
| 1434 | ✖︎  | 2015 | Demolida.[carece de fontes?]                                                                                          |
| 1435 | ⏩︎ | 2020 | Vendida à Medway.[carece de fontes?]                                                                                  |
| 1436 | ✔︎  | 2021 | Ao serviço da C.P..                                                                                                   |
| 1437 | ⏩︎ | 2020 | Vendida à Medway.[carece de fontes?]                                                                                  |
| 1438 | ✔︎  | 2020 | Ao serviço da C.P., afeta ao Depósito de Contumil.[carece de fontes?]                                                 |
| 1439 | ✖︎  | 1985 | Demolida após colisão com a 1961 no desastre de Moimenta-Alcafache.                                                   |
| 1440 | ⏭︎  | 2006 | Vendida à L.S.M. (Argentina).                                                                                         |
| 1441 | ♦︎  | 2009 | Ao serviço da Somafel.                                                                                                |
| 1442 | ⛛︎  | 2020 | Abatida ao serviço.[carece de fontes?]                                                                                |
| 1443 | ✖︎  | 1973 | Demolida após colisão com a 1433 entre Casa Branca e Alcáçovas.                                                       |
| 1444 | ⏩︎ | 2020 | Vendida à Medway.[carece de fontes?]                                                                                  |
| 1445 | ♦︎  | 2010 | Ao serviço da Takargo.                                                                                                |
| 1446 | ⏩︎ | 2020 | Vendida à Medway.[carece de fontes?]                                                                                  |
| 1447 | ⛛︎  | 2020 | Abatida ao serviço.[carece de fontes?]                                                                                |
| 1448 | ⏭︎  | 2010 | Vendida à F.C. (Argentina).                                                                                           |
| 1449 | ⏩︎ | 2008 | Vendida à Takargo. |
| 1450 | ⏩︎ | 2020 | Vendida à Medway.[carece de fontes?]                                                                                  |
| 1451 | ⛛︎  | 2020 | Abatida ao serviço.[carece de fontes?]                                                                                |
| 1452 | ✖︎  | 2009 | Demolida[carece de fontes?] após ter estado encostada em Contumil devido a acidente em 2009.                          |
| 1453 | ⛛︎  | 2001 | Abatida ao serviço; esquema de pintura original.[carece de fontes?]                                                   |
| 1454 | ⛛︎  | 2020 | Abatida ao serviço,[carece de fontes?] após ter estado encostada no Poceirão.                                         |
| 1455 | ✔︎  | 2020 | Ao serviço da C.P., afeta ao Depósito de Contumil. [carece de fontes?]                                                |
| 1456 | ⏩︎ | 2020 | Vendida à Medway.[carece de fontes?]                                                                                  |
| 1457 | ⛛︎  | 2020 | Abatida ao serviço.[carece de fontes?]                                                                                |
| 1458 | ✖︎  | 2015 | Demolida após colisão com a 1909 no Poceirão;[carece de fontes?] estivera anteriormente encostada no Barreiro.        |
| 1459 | ✖︎  | 2015 | Demolida;[carece de fontes?] estivera anteriormente encostada no Barreiro.                                            |
| 1460 | ✖︎  | 2015 | Demolida.[carece de fontes?]                                                                                          |
| 1461 | ⚒︎  | 2020 | Em reparação no Barreiro.                                                                                             |
| 1462 | ⏩︎ | 2020 | Vendida à Medway.[carece de fontes?]                                                                                  |
| 1463 | ⏩︎ | 2020 | Vendida à Medway.[carece de fontes?]                                                                                  |
| 1464 | ⏩︎ | 2011 | Vendida à Somafel. |
| 1465 | ⏩︎ | 2020 | Vendida à Medway.[carece de fontes?]                                                                                  |
| 1466 | ⏩︎ | 2020 | Vendida à Medway.[carece de fontes?]                                                                                  |
| 1467 | ⏭︎  | 2006 | Vendida aos T.B.A. (Argentina).                                                                                       |

Em 2018 foram postos à venda no Depósito de Contumil quatro bogies originários de (duas, três, ou quatro) locomotivas desta série, seguramente produto de desmontagem de unidades apenas parcialmente danificadas.[carece de fontes?]